# Стейблкойн
Стейблкойн (від англ. stablecoin) — загальна назва криптовалют, обмінний курс яких намагаються стабілізувати, наприклад, прив'язуючи котирування до звичайних валют або біржових товарів (золото, нафта).
Курси криптовалют характеризуються надзвичайно високою волатильністю. Так, біткойн показує нестабільність на рівні вище, ніж золото, індексні фонди на біржах та більшість інших фінансових активів. Це різко обмежує застосування криптовалют за межами вузького кола користувачів. Одним зі способів стабілізації курсу є прив'язка криптовалюти до реальної валюти зі створенням централізованого резерву для гарантованого обміну курсом. Як головний приклад у 2016 Конінг  і у 2018 Хілл  наводять Tether, курс якого прив'язаний до долара щодо 1:1. Рутледж у січні 2021 року згадує, окрім Tether, Dai, NuBits, Basecoin.
Стейблкойни мають очевидний недолік: необхідний для підтримки курсу рівень довіри до централізованого механізму обміну суперечить децентралізованій природі криптовалют. За зауваженням Хілла , за відсутності централізації ризик невиконання іншою стороною зобов'язань схожий на ризик на товарній біржі — де, однак, у разі невиконання одним із учасників контракту відповідальність бере на себе біржа.
При створенні стейблкойнів на основі американського долара очевидним (і застосовуваним усіма) рішенням щодо створення запасів є вкладення отриманих за криптовалюту доларів у боргові облігації США зі спробою забезпечити функціонування системи шляхом отримуваних відсотків. Як зазначає Хілл , ця модель бізнесу була випробувана в широкому масштабі компанією PayPal, яка спочатку намагалася уникнути будь-яких зборів, пов'язаних із транзакціями — і в цьому не досягла успіху.

## Типи стейблкойнів
Усі стейблкойни умовно можна розділити на 4 основні типи:
- Фіатні — забезпечені фіатними валютами (переважає долар США), централізовані. До них належать USDT, USDC, TUSD, BUSD[4].
- Товарні — забезпечені біржовими товарами, серед яких переважає золото (рідше — нафта, інші дорогоцінні метали), централізовані[5]. Приклади: DGX, PAXG, XAUT.
- Криптовалютні — забезпечені іншими криптовалютами. Основна причина їхнього запуску — бажання отримати децентралізований токен стабільніший за ціновою динамікою, ніж звичайна криптовалюта. Приклади: DAI[en], EOSDT.
- Алгоритмічні (незабезпечені, сеньйоражні) — забезпечення немає, децентралізовані, але стабільність ціни досягається через алгоритми управління загальною кількістю стейблкойну, аналогічно підходу центрального банку до грошової емісії[6]. Приклад: UST, USDN, FEI.

## Переваги і недоліки. Відмінності від криптовалют

### Плюси
- Низький рівень волатильності (даний показник можна віднести як до плюсів, так і до мінусів, оскільки на коливаннях курсу активу нереально заробити великі гроші, але він не обвалиться в короткий на 70-90 %, як деякі криптовалюти).
- Такі активи забезпечені реальною цінністю (фіатними грошима, золотом, сріблом, нафтою), і це дозволяє використовувати їх як реальний інвестиційний інструмент і не боятися, що завтра валюта зникне і втратить свою цінність).
- Можуть використовуватися як для збереження цінності протягом тривалого часу, у разі довгострокового вкладення коштів, так і для будь-яких видів трейдингу (денка, маржинальний) як інструмент фіксації прибутку.
- Низький рівень залежності від державних установ — оскільки стейблкойн є відкритим цифровим активом, який має широке поширення у всьому світі, на нього не впливають центробанк держави, чиновники та фінансові регулятори. Хоча банки багатьох країн світу зараз створюють свої регульовані стейблкойни на власних блокчейн-платформах.
- Збільшення популярності ринку криптовалют загалом, залучення ринку нових користувачів, активно використовують стейблкойни як для короткострокових спекуляцій і заробітку, так збереження цінності вкладень протягом багато часу.

### Мінуси
- Стейблкойни — найчастіше централізовані активи, оскільки їх випускають або криптобіржі, або відомі фонди, різні приватні фінансові установи. Саме ці компанії і вирішують, яка кількість віртуальної валюти буде випущена на ринок, і вже зараз випускається необмежену кількість монет, що найчастіше негативно позначається на курсі.
- Скандали, пов'язані з деякими стейблкойнами, що підривають довіру інвесторів, що також негативно впливає на курс активу та часто формує негативний імідж тієї чи іншої «стабільної віртуальної валюти». Приклад — Tether, який неодноразово звинувачували у недостатній якості забезпечення[7].
- Існують також ризики пограбування банків, де зберігається фіатне забезпечення, що підкріплює віртуальний актив.

Від криптовалют «стабільні койни» відрізняються тим, що вони не настільки схильні до схем «пампа» (штучного спекулятивного підвищення курсу на цифровий актив), і «дампа» (штучного зниження), стійкі до обвалів ринку криптовалют, забезпечені фіатними грошима (долар США, євро), і навіть випускаються спеціалізованими компаніями (біржами, фондами).

## Критика
Tether, найбільший стейблкойн з ринкової капіталізації, зіткнувся зі звинуваченнями у неможливості проводити аудит своїх резервів при постійному друку мільйонів; багато хто приписує неперевірене створення нових монет подорожчанням біткойнів у 2017 році.